# Municipio de Montville (condado de Medina)
El municipio de Montville (en inglés: Montville Township) es un municipio ubicado en el condado de Medina en el estado estadounidense de Ohio. En el año 2010 tenía una población de 11185 habitantes y una densidad poblacional de 201,98 personas por km².

## Geografía
El municipio de Montville se encuentra ubicado en las coordenadas 41°5′48″N 81°50′6″O / 41.09667, -81.83500. Según la Oficina del Censo de los Estados Unidos, el municipio tiene una superficie total de 55.38 km², de la cual 55.22 km² corresponden a tierra firme y (0.28%) 0.16 km² es agua.

## Demografía
Según el censo de 2010, había 11185 personas residiendo en el municipio de Montville. La densidad de población era de 201,98 hab./km². De los 11185 habitantes, el municipio de Montville estaba compuesto por el 95.42% blancos, el 1.42% eran afroamericanos, el 0.09% eran amerindios, el 1.67% eran asiáticos, el 0.01% eran isleños del Pacífico, el 0.34% eran de otras razas y el 1.05% pertenecían a dos o más razas. Del total de la población el 1.44% eran hispanos o latinos de cualquier raza.